# Станислав Караси
Станислав Караси (Београд, 8. новембар 1946) је бивши фудбалер и репрезентативац Југославије. Играо је на позицији нападача.

## Играчка каријера

### Клубови
У млађим категоријама је прво наступао за Партизан а затим за Црвену звезду. Када је напунио 18 година, Црвена звезда је хтела да га пошаље на позајмицу али је он то одбио и раскинуо уговор са клубом након чега је прешао у Борово где је провео три године.
За Црвену звезду је играо од 1968. до 1974. године, и сакупио 197 званичних мечева уз 71 постигнут гол. Рачунајући све утакмице забележио је 334 наступа и 130 погодака. Освојио је три шампионске титуле (1969, 1970. и 1973. године), два национална купа (1970. и 1971), два трофеја Супер шампиона Југославије (1969. и 1972) и Куп прволигаша 1973. године. Са 14 голова био је најбољи стрелац тима у шампионату 1973/74, а сезону раније постигао је 17 погодака у походу на титулу шампиона Југославије.
У Купу европских шампиона 1969/70, пет пута се уписао у стрелце, и уз Антонијевића био најефикаснији у тиму. Три гола је постигао против Линфилда из Белфаста у победи од 8:0, а два поготка је уписао против Форверца из Берлина у пировој победи од 3:2 (клуб из Источне Немачке је први меч добио са 2:1, и због два гола у гостима  је прошао даље). Наредне сезоне Звезда је у Купу шампиона стигла до полуфинала, а Караси је на шест мечева постигао један гол. Учествовао је и у две победе против Ливерпула у Купу шампиона 1973/74, када су црвено-бели са две победе од по 2:1 елиминисали славни енглески тим и пласирали се у четвртфинале.
После Црвене звезде играо је за француски Лил (од 1974. до 1977. године), а затим за белгијски Антверпен (од 1977. до 1979). Након тога је био у САД где је играо мали фудбал за Бафало (од 1979. до 1980) и Њујорк Ероуз (1981), а пред крај каријере је играо у ОФК Београду и Хајдуку са Лиона.

### Репрезентација
За репрезентацију Југославије је дебитовао 9. маја 1973. године у пријатељској утакмици против СР Немачке у Минхену (1:0). Након тога је одиграо још три утакмице у квалификацијама против Шпаније (0:0) и Грчке (4:2), кад је његов гол омогућио репрезентацији додатне квалификације против Шпаније (1:0) и одлазак на Светско првенство 1974. у Западној Немачкој.

## Тренерска каријера
Радио је и у бројним клубовима као тренер. Водио је Спартак из Суботице, Јармук из Кувајта, Сутјеску из Никшића, Раднички (Нови Београд), Милиционар, Обилић, турски Ерзурум, Звездару, Бежанију, БАСК, Борац из Бањалуке и младу репрезентацију Југославије.

## Приватно
Ожењен је Мирјаном, ћерком генерала Вељка Кадијевића.